# Наркис, Лиор
Лиор Наркис (ивр. ליאור נרקיס‎; род. 8 ноября 1976, Холон, Израиль) — израильский певец.

## Биография
Лиор Наркис родился в Холоне. Его отец, Давид Наркис, был иракско-еврейского происхождения. Его мать Ханна Наркис была сербско-еврейского происхождения, а также греко-тунисско-еврейского происхождения.
Наркис с детства мечтал стать певцом. Он выпустил свой первый альбом «ивр. תפילת חיי‎» (Тфилат Хаяй) в возрасте 16 лет. Несколько лет спустя, во время своей военной службы в Армии обороны Израиля (ЦАХАЛ), Наркис со своим другом Тамиром Цуром участвовал в учреждении первого армейского музыкального коллектива, исполняющего средиземноморскую музыку.
Особую известность Наркису принёс его шестой альбом «Только с тобой», в который вошёл его хит «Есть у каждого». Эта песня была также выбрана в качестве «Песни года» в Израиле и была очень популярна среди футбольных фанатов. В 2001 году Наркис выпустил свой альбом «ивр. זה מהלב‎» (Это от сердца). Как и предыдущие альбомы Наркиса, этот альбом имел большой успех, и многие его песни стали хитами.
В 2003 году песня Наркиса «Words for Love» победила в национальном финале, организованном Израильским управлением телерадиовещания, предоставив Наркису право представлять Израиль на конкурсе песни «Евровидение-2003». Песня заняла 19-е место из 26.
В возрасте 26 лет Наркис выпустил свой восьмой альбом «Слова любви», названный в честь его участия в Евровидении. 
6 июля 2017 года Наркис выступил на церемонии открытия XX-й Маккабиады.

## Личная жизнь
Наркис говорит на иврите, сербском и французском языках. Он женат на Сапир Вануну, которая младше его на тринадцать лет. У них двое сыновей и дочь, они живут в Савьоне.